# Kroktjärnen (Stigsjö socken, Ångermanland)
Kroktjärnen är en sjö i Härnösands kommun i Ångermanland och ingår i Gådeåns huvudavrinningsområde. Sjön har en area på 0,0841 kvadratkilometer och ligger 193,2 meter över havet. Sjön avvattnas av vattendraget Brånsån.

## Delavrinningsområde
Kroktjärnen ingår i det delavrinningsområde (695336-158636) som SMHI kallar för Inloppet i Stor-Roten. Medelhöjden är 238 meter över havet och ytan är 5,58 kvadratkilometer. Det finns inga avrinningsområden uppströms utan avrinningsområdet är högsta punkten. Brånsån som avvattnar avrinningsområdet har biflödesordning 2, vilket innebär att vattnet flödar genom totalt 2 vattendrag innan det når havet efter 32 kilometer. Avrinningsområdet består mestadels av skog (97 procent). Avrinningsområdet har 0,08 kvadratkilometer vattenytor vilket ger det en sjöprocent på 1,5 procent.